# Carrossera Beulas
Beulas és una empresa carrossera creada l'any 1934 a Arbúcies per Ramon Beulas i Narcís Pujol. A l'inici, es dediquen a la construcció de carrosseries de fusta. Durant la guerra Civil Espanyola es va dedicar a la construcció d'ambulàncies per l'exèrcit i en aquella època és carrossava a mida i a gust de cada client, unes sis unitats a l'any.
Avui dia s'ha especialitzat en la fabricació de carrosseries d'autocars damunt xassís construïts a Alemanya. Forma part d'una concentració de carrossers i de proveïdors, un sector cabdal d'Arbúcies que al seu auge ocupava 25% de la població.
Junts amb les empreses Indcar i Ayats, van crear el clúster carrosser d'Arbúcies. El quart membre, Noge, tocat per la crisi va tancar a l'inici de 2013. Amb l'ajuntament i la Generalitat, es dediquen a estimular la recerca, la innovació i la formació dels treballadors.

## Models en producció
- Aura
- Aura HGL
- Cygnus
- Glory
- Jewel
- Spica'C
- Stergo Spica
- Gianino

## Models anteriors
- Eurostar
- Stergo
- Stel·la (Produït conjuntament amb Mercedes-Benz)
- Midistar